# Nacionalno prvenstvo ZDA 1956
Nacionalno prvenstvo ZDA 1956 v tenisu.

## Moški posamično
Ken Rosewall :  Lew Hoad  4-6 6-2 6-3 6-3

## Ženske posamično
Shirley Fry Irvin :  Althea Gibson  6-3, 6-4

## Moške dvojice
Lew Hoad /  Ken Rosewall :  Ham Richardson /  Vic Seixas 6–2, 6–2, 3–6, 6–4

## Ženske dvojice
Louise Brough /  Margaret Osborne :  Shirley Fry /  Betty Pratt 6–3, 6–0

## Mešane dvojice
Margaret Osborne /   Ken Rosewall :  Darlene Hard /  Lew Hoad 9–7, 6–1